# Памятник Мартину Лютеру (Нордернай)
Памятник Мартину Лютеру — памятник, сооружённый в честь главного инициатора и идейного вдохновителя Реформации Мартина Лютера. Находится в Восточной Фрисладии, на острове Нордернай, Нижняя Саксония, Германия.
Скульптура была спроектирована и выполнена архитектором Бернхардом Хоглем. Строительство было приурочено к 400-летию со дня рождения Лютера. Открыт 10 ноября 1883 года.
Памятник расположен перед местной Евангелической церковью на ул. Кирхштрассе, г. Нордернай. Именно её прихожане выступили инициаторами строительства.